# Єнішехір (аеропорт)
Аеропорт Єнішехір (тур. Bursa Yenişehir Havalimanı, (IATA: YEI, ICAO: LTBR)) — міжнародний аеропорт у місті Єнішехір, провінція Бурса, Туреччина.

## Авіалінії та напрямки, серпень 2023
| Авіакомпанія | Пункт призначення                                            |
| ------------ | ------------------------------------------------------------ |
| AnadoluJet   | Анкара, Анталія, Діярбакир, Ерзурум, Газіантеп, Муш, Трабзон |
| SalamAir     | Маскат                                                       |

## Статистика
Див. джерело запитів Вікіданих та джерела.